# Kama (Tatarstan)
Kama (ros. Кама) – osiedle w Rosji, w Tatarstanie, w rejonie tukajewskim. W 2010 liczyło 292 mieszkańców.